# Estadio Santa Lucía
El Estadio Municipal Santa Lucía está ubicado en el Municipio de Malacatán en el Departamento de San Marcos en Guatemala cuenta con capacidad para 8 000 aficionados.
Es la casa oficial del Deportivo Malacateco de la Liga Mayor de Guatemala.
El estadio Santa Lucía dispone de gramilla sintética.
- Datos: Q3495872